# Агули
Агули су кавкаски народ, који претежно живи у Русији, односно у аутономној републици Дагестан, у којој чини 1% становништва. Агули су већином исламске вероисповести, а говоре агулским језиком, који спада у дагестанску групу севернокавкаске породице језика.
Укупно их има око 12.000.  